# Skodje
För andra betydelser, se Skodje (olika betydelser).
Skodje är en tätort och kyrkby i Ålesunds kommun i Møre og Romsdal fylke i västra Norge. Orten ligger vid fylkesväg 667, vid sidan av Europaväg 39 och Europaväg 136. Här finns Skodje kyrka.
Tidigare har orten utgjort centralort i dåvarande Skodje kommun.

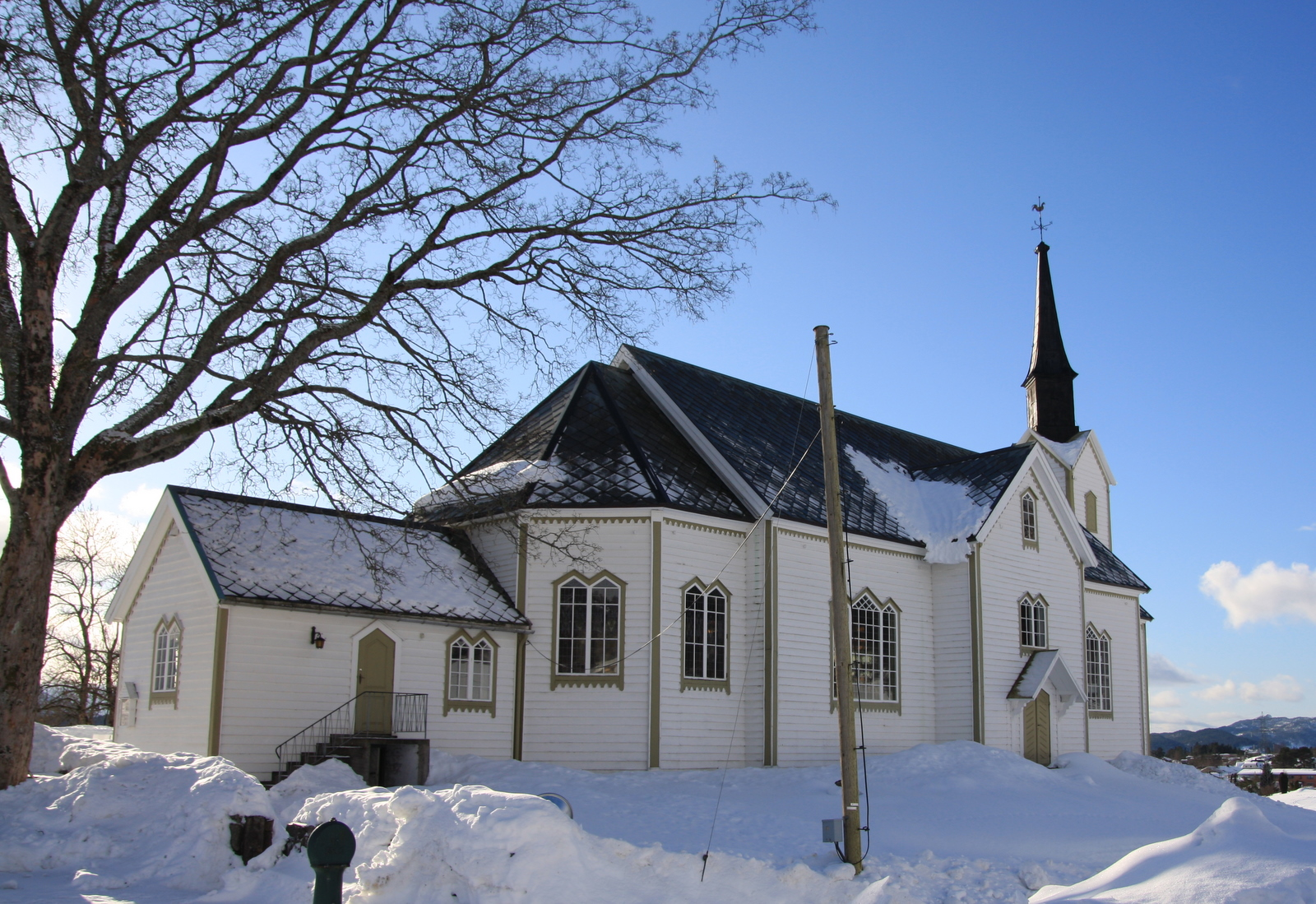
Skodje kyrka.